# Ayyalonia dimentmani
Ayyalonia dimentmani (лат.) — вид троглобионтных псевдоскорпионов из семейства Chthoniidae.
Единственный вид монотипических трибы и рода Ayyalonia. Обнаружен в карстовой пещере Аялон (Ayalon Cave близ города Рамла) в известняковом карьере в Израиле. Глаза и пигментация отсутствуют. Длина желтовато-белого тела от 2,6 до 2,8 мм. Вид впервые описал в 2008 году сербский арахнолог Божидар Курчич (Božidar P.M. Ćurčić) по материалам из пещеры.
Видовое название было дано в честь израильского натуралиста и исследователя пещер Dr. Chanan Dimentman, а родовое Ayyalonia дано по месту обнаружения типовой серии (Ayalon Cave).